# Naproxeno/esomeprazol
Naproxeno/esomeprazol (nome comercial: Vimovo) é uma associação medicamentosa utilizada nas pessoas com artrite que possam vir a ter úlceras gástricas. Foi aprovado nos EUA pelo FDA em março 2010.